# Partido Comunista (Flandes)
El Partido Comunista (Flandes) (KP) (en flamenco:Kommunistische Partij) es un partido político de Bélgica. Procede del Partido Comunista de Bélgica el cual a partir de 1989 se dividió en dos partidos de nuevo cuño según la división lingüística y administrativa de Bélgica entre Bruselas, Flandes y Valonia. En la actualidad la actividad del partido se circunscribe al ámbito flamenco, es decir, las regiones de Bruselas y Flandes. El presidente del partido es Jaak Perquy. 

## Órgano de expresión
El KP publica un periódico, Agora.